# Live in New York City
Live In New York City é um álbum póstumo do músico britânico John Lennon, gravado durante um show do artista em 1972, mas só lançado no ano de 1986.

## Faixas
Todas as composições de John Lennon,exceto onde indicado.
1. "New York City" – 3:38
2. "It's So Hard" – 3:18
3. "Woman is the Nigger of the World" (John Lennon/Yoko Ono) – 5:30
4. "Well Well Well" – 3:51
5. "Instant Karma!" – 3:40
6. "Mother" – 5:00
7. "Come Together" (Lennon/McCartney) – 4:21
8. "Imagine" – 3:17
9. "Cold Turkey" – 5:29
10. "Hound Dog" (Jerry Leiber/Mike Stoller) – 3:09
11. "Give Peace a Chance" – 1:00 (originalmente creditada a Lennon/McCartney, o crédito foi revisto na década de 1990 e John Lennon passou a ser creditado como único compositor)